# Éric Serra
Éric Serra, född 9 september 1959 i Saint-Mandé, är en fransk tonsättare och kompositör av filmmusik. 
Serra skrev musiken till filmen Det stora blå (1988) och har sedan dess samarbetat med Luc Besson vid flera tillfällen. Serra har hittills skrivit musik till alla filmer som Besson har regisserat, förutom Angel-A (2005), som Anja Garbarek gjorde, och flera filmer som Besson har skrivit, till exempel Wasabi.
Han har även komponerat musiken till bland annat James Bond-filmen GoldenEye (1995).

## Andra projekt
Från 1980 till 1988 spelade Éric Serra bas med franska sångaren Jacques Higelin.
Utöver kompositör är Éric Serra också låtskrivare, som bland annat skrivit "It's Only Mystery" för filmen Subway, "My Lady Blue" för Det stora blå och "Little Light of Love" för Det femte elementet. 
1998 släppte Éric Serra ett album av rockmusik med titeln RXRA som liknar Serras namn när de uttalas som initiala bokstäver på franska.

## Medverkan i filmer
Serra har tillbringat lite tid framför kameran, och istället valt att arbeta bakom den. Han har gjort ett antal framträdanden i fransk TV, där han framför musik och medverkat i bland annat Luc Bessons film Subway (1985) som "Le Basist".

## Filmografi (urval)
- 1985 – Subway (filmroll)
- 1988 – Det stora blå
- 1994 – Léon
- 1995 – Goldeneye
- 1997 – Det femte elementet
- 1999 – Jeanne d'Arc
- 2006 – Arthur och Minimojerna
- 2014 – Lucy